# ある優しき殺人者の記録
『ある優しき殺人者の記録』（あるやさしきさつじんしゃのきろく）は、2014年に日本・韓国で公開されたサスペンス・スリラー映画。
富川国際ファンタスティック映画祭2014・ワールドファンタスティック部門正式出品作品。また、日本国内では、2014年8月27日から31日に開催された第39回湯布院映画祭で特別上映された。

## 概要
日本においてPOVのモキュメンタリーを数多く手がける白石晃士が手がけた作品で、本作もまたその形式に沿っている。86分全編をノーカットの長回しに見せる手法で撮影されていることが特徴。これについて、白石監督は「アルフレッド・ヒッチコックやブライアン・デ・パルマのように、映像でどこまで面白く見せられるか挑戦し、可能性を追求したい」と語っている。基本的に一部屋の中で物語が進行するため、観客を飽きさせないように、目まぐるしく展開が変化する。
白石監督が、知り合いの映画館関係者から「知り合いの韓国人プロデューサー（イ・ウンギョン）が、ホラー映画を撮れる監督を探しているからやってみないか」と水を向けられたことが制作のきっかけとなった。韓国では大作映画が主流で、イのように低予算で映画を制作する方針は珍しく、白石は「進んだ考え」ととらえている。ロケは全て韓国で行われた。
白石監督の『戦慄怪奇ファイル コワすぎ!』シリーズに登場する「田代正嗣」や、「異界や神の存在」という点で世界観を共有している。一方、プロデューサーの意向もあり、白石監督作品としては珍しくエンディングが「美しく」終わっているが、白石は「ハッピーエンドで好きな『素晴らしき哉、人生!』を意識した」という。

## あらすじ
障害者施設を脱走し、18人もの人間を殺害した容疑がかけられ、指名手配されたパク・サンジュン。彼の幼馴染であるジャーナリストのソヨンは彼から取材依頼を受け、知人のカメラマン・田代と共に、とある廃マンションの一室に呼び出される。マンションに到着したソヨンと田代だが、包丁を手にしたサンジュンに脅され、「これから起こる事」を全て記録するよう命じられる。
アパートに2人を閉じ込めたサンジュンは、「（明らかになっていない7名を加えた）25人を殺した」「27歳になった時、27人を殺せば、10歳の頃に事故で亡くなった幼馴染のユンジンと、自分が殺した人も全員生き返るという『神様の声』を聞いた」と告白する。続けて「今から起こる『奇跡』をドキュメンタリー映画にして、自分のやる事が正しいと証明する」「今からこの部屋に日本人のカップルが来る。その2人には首に痣があり、彼らから愛の力をもらって殺せばユンジンは生き返る」と、荒唐無稽な説明をする。彼の言う事を精神病による妄言だとして説得するソヨンだったが、預言めいた不可思議な電話を受け、続いて予告した時間通りに日本人カップルがマンションへと現れる。

## 主な登場人物
パク・サンジュン
演 - ヨン・ジェウク
殺人の容疑で指名手配中の逃走犯。10歳の時に友達のユンジンが事故死した後、精神に病を抱え、障害者施設へ収容される。だが、ある時「神の声」を聞き、その命令を実行して幼馴染だったユンジンを生き返らせようとする。
キム・ソヨン
演 - キム・コッビ
ジャーナリスト。かつてサンジュンとユンジンの友達だった。サンジュンからの連絡を受け、知人の田代だけに事情を説明し、サンジュンの元へ向かう。サンジュンの計画を知り、断念させようと説得する。
田代正嗣
演 - 白石晃士
カメラマン。ソヨンの知人で、サンジュンの指定した「日本人カメラマン」という条件に一致したためソヨンに同行し、サンジュンから事の一部始終を撮影するよう命令される。『戦慄怪奇ファイル コワすぎ!』シリーズにも同名の人物が登場しており、監督によれば「時系列は考えていないが、同一人物のつもり」とのこと。
凌太 / ツカサ
演 - 米村亮太朗 / 葵つかさ
新婚旅行のため、韓国を訪れた日本人夫妻。興味本位で予定には無かった廃墟へと立ち入り、事件に巻き込まれる。2人揃って危険な状況に場慣れしているようで、サンジュンをあしらう余裕を見せる。また、特殊な性行為を行うことを願望しており、生命の危険に晒されながらも、逆にそれを楽しんでいた。

## スタッフ
- 監督 - 白石晃士
- 脚本 - 白石晃士
- 撮影監督 - ソン・サンジェ
- 撮影 - 白石晃士
- 編集 - キム・ムンピョ
- 照明 - イ・ソンファン
- VFX - iZ inc.
- プロデューサー - 紀嘉久、チェ・ユリ
- 製作総指揮 - 杉原晃史、イ・ウンギョン

## 映像ソフト
2015年5月2日発売。
- DVD
- Blu-ray Discコレクターズ・エディション